# Black and Tan Fantasy
Pour les articles homonymes, voir Black and Tan (homonymie) et Fantasy (homonymie).
Clip vidéo
[vidéo] « Black And Tan Fantasy - Duke Ellington (1927) », sur YouTube
[vidéo] « Black And Tan (film) - Duke Ellington (1929) », sur YouTube
Black and Tan Fantasy (Fantaisie noire et feu, en anglais, en référence aux nombreux « club de jazz noir et feu » des États-Unis de l'époque) est un standard de jazz composé en 1927 par Duke Ellington et Bubber Miley. Enregistré pour la première fois le 7 avril 1927 chez Brunswick Records par Duke Ellington, il est un des principaux nombreux succès de l'important répertoire big band jazz de sa carrière.

## Histoire
Duke Ellington (1899-1974) débute sa longue carrière de star internationale de big band jazz avec un contrat lucratif de son agent-producteur-compositeur Irving Mills, en vedette de 1927 à 1931 au mythique Cotton Club de la Renaissance de Harlem de Manhattan à New York, avec d'importants succès en tournées, en audiences de radios nationales, et au cinéma avec son premier film musical Black and Tan, de Dudley Murphy de 1929...

Duke Ellington et son orchestre big band jazz
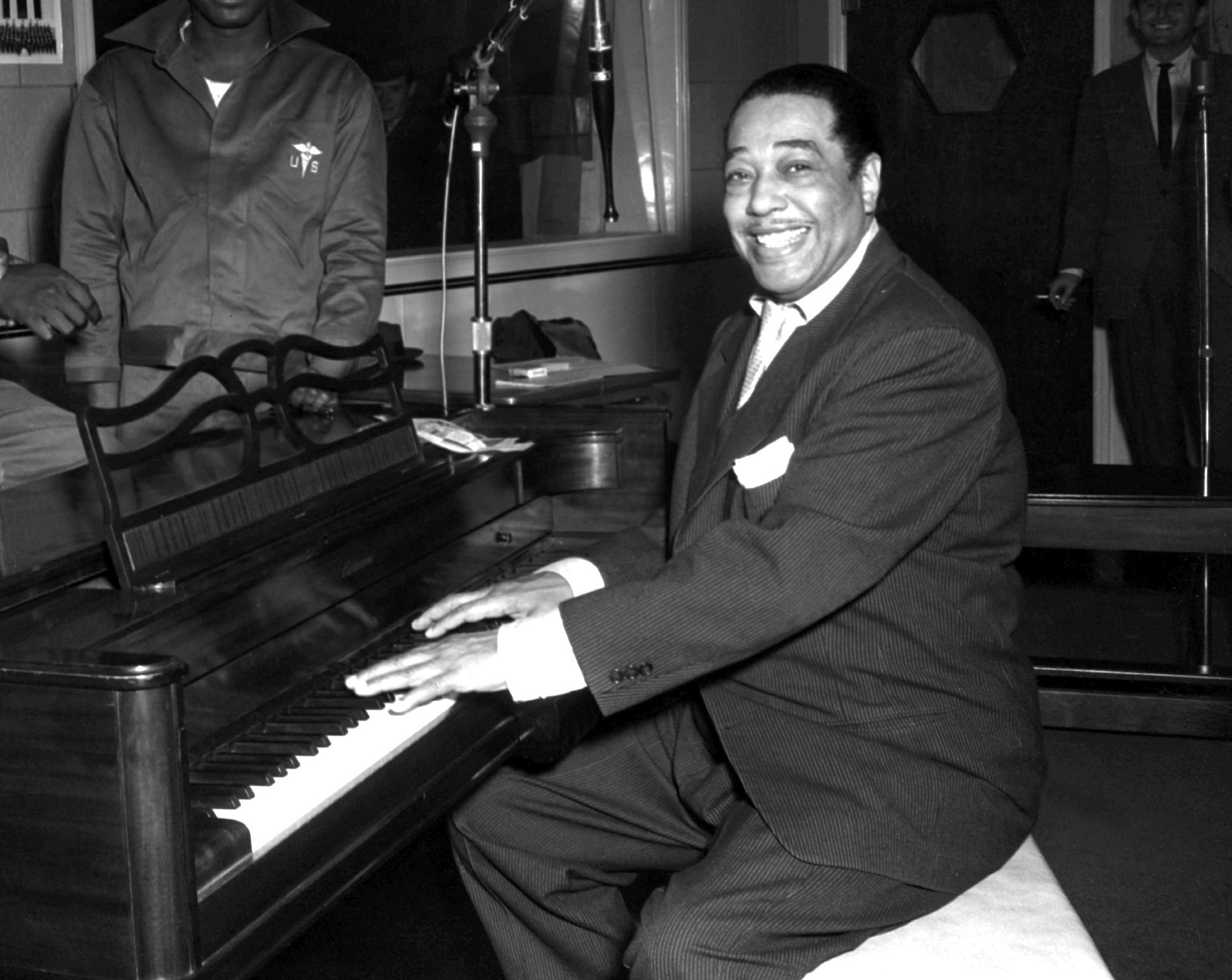
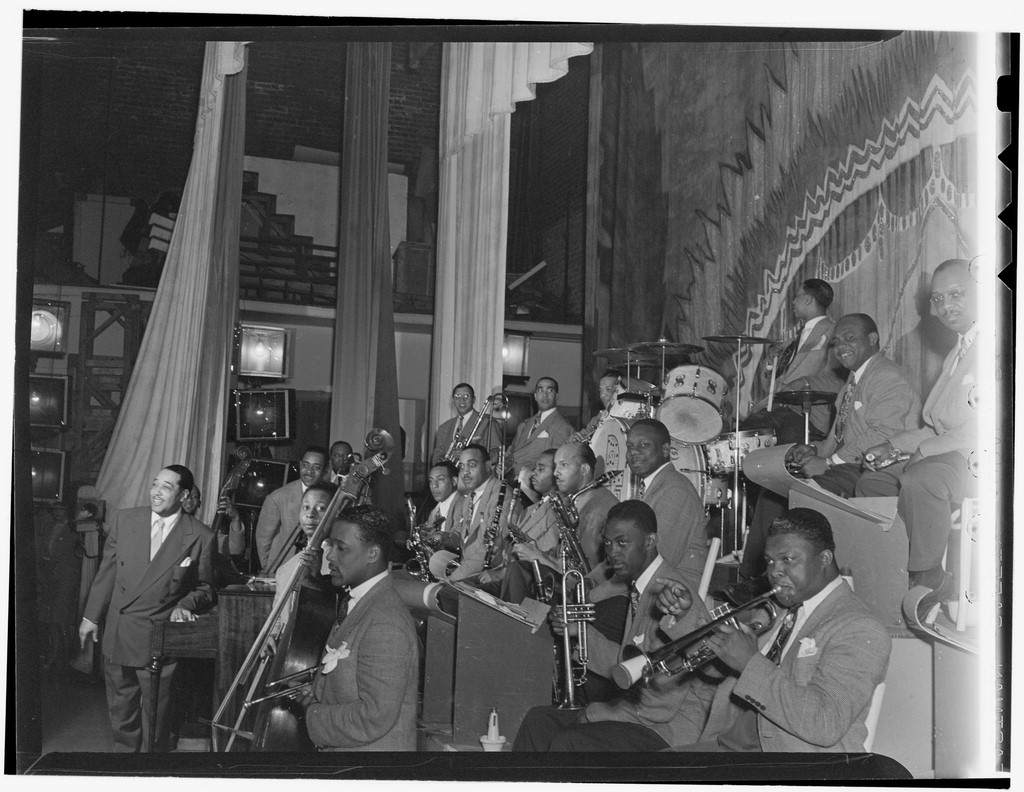
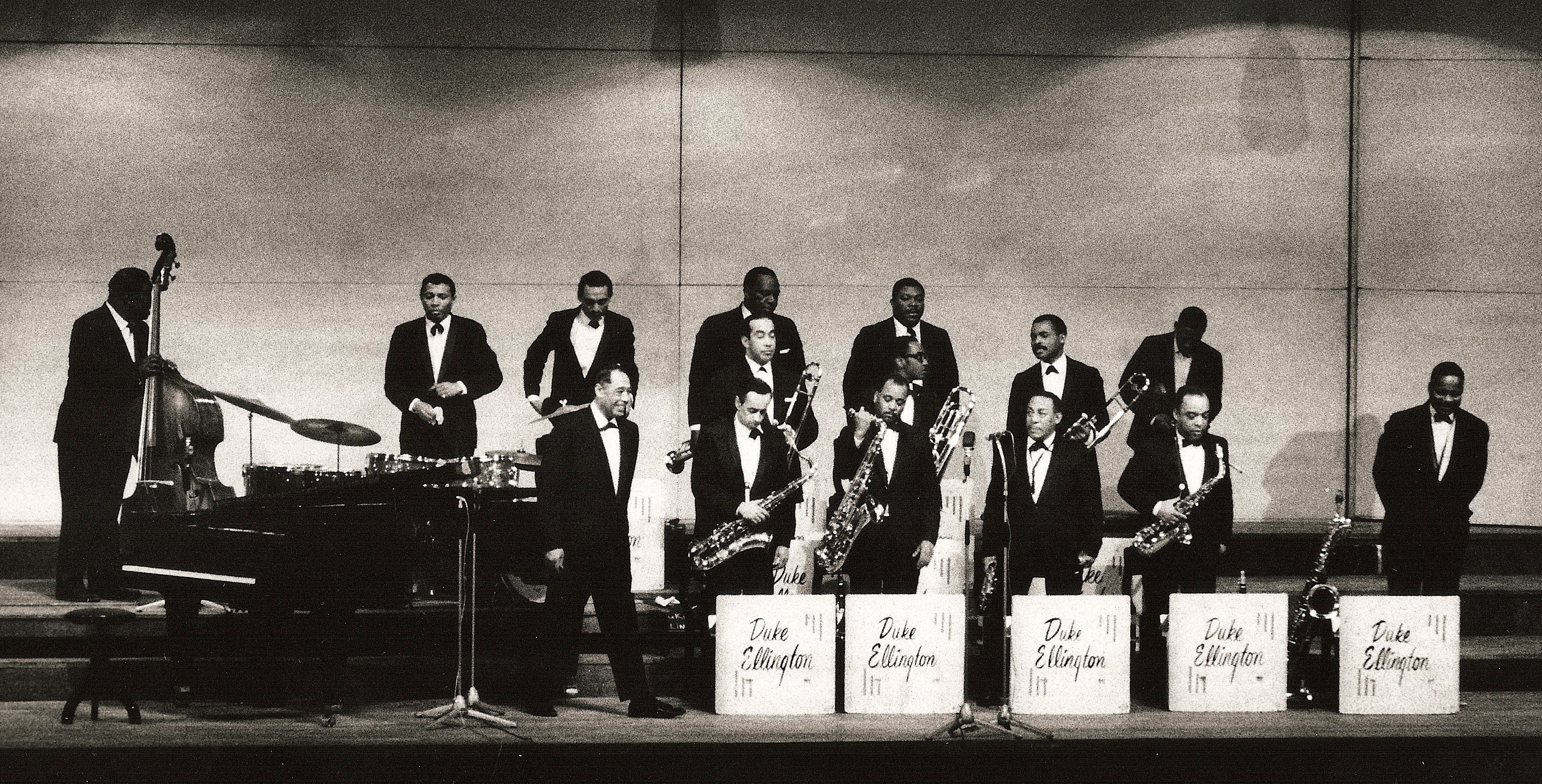

Ce standard de big band de l'Ère du Jazz des Années folles-Roaring Twenties (années vrombissantes, ou années rugissantes) des années 1920, est inspiré d'une marche funèbre fantaisiste de style jazz Nouvelle-Orléans, avec des passages de piano stride de Duke Ellington, et un final inspiré de la marche funèbre pour piano no 2 de Chopin de 1837,. Il reprend les célèbres « effets Ellington - style Jungle » arrangements emblématiques caractéristiques de son importante série de tubes des « années jungle » de l'époque, avec effets growl, gémissants, grognants, vrombissements, et wha-wha de sourdines de ses deux trompettistes Bubber Miley et Joe Nanton, inspirés entre autres du titre King of The Zulus de Louis Armstrong de 1926... Il l'enregistre sous plusieurs versions entre 1927 et 1928 avec son Duke Ellington And His Cotton Club Orchestra. Cette composition atteint la 5e place des charts américains de l'époque, et fait partie d'une importante série de compositions-tubes emblématiques de la période Cotton Club du début de sa longue carrière, avec entre autres East St. Louis Toodle-Oo (1927), Black Beauty (1928), Jubilee Stomp (1928), Take It Easy (1928), Diga Diga Doo (1928), The Mooche (1928), I Must Have That Man (1928), Hot and Bothered (1928), ou It Don't Mean a Thing (If It Ain't Got That Swing) (1931)...
Duke Ellington apparaît pour la première fois au cinéma, dans le premier film musical d'une longue série, en interprétant ce titre au Cotton Club de Harlem, dans le court métrage musical de 19 min Black and Tan, de Dudley Murphy, sorti le 9 décembre 1929, avec son big band jazz Duke Ellington And His Cotton Club Orchestra, composé d'Arthur Whetsol, Barney Bigard, Wellman Braud, et Joe Nanton (sans Bubber Miley),,.

## Au cinéma
- 1929 : Black and Tan, court métrage musical de Dudley Murphy, avec la première apparition de Duke Ellington au cinéma
- 2010 : Tournée, de Mathieu Amalric

## Duke Ellington big band
- Duke Ellington : piano
- Bubber Miley, Louis Metcalf : trompette
- Joe Nanton : trombone
- Otto Hardwick, Rudy Jackson, Harry Carney : saxophone
- Fred Guy : banjo
- Wellman Braud : contrebasse
- Sonny Greer : batterie

## Reprises
Plus de 235 enregistrements de Black And Tan Fantasy ont été recensés par la cité de la musique, dont ceux de Thelonious Monk (1955) et Louis Sclavis :
- 1937 : Clyde McCoy (en)
- 1955 : Thelonious Monk (Thelonious Monk Plays Duke Ellington)
- 1957 : Johnny Hodges (Duke's In Bed)
- 1985 : Kronos Quartet (Monk Suite: Kronos Quartet Plays Music Of Thelonious Monk)
- 1992 : Louis Sclavis (Ellington on the Air)
- 2002 : Stefano Bollani trio (Black And Tan Fantasy)
- 2010 : Géraldine Laurent (Around Gigi)
- 2010 : Vijay Iyer (Solo)
- 2012 : Joe Jackson (The Duke)

## Distinction
- Grammy Hall of Fame Award pour l'enregistrement original RCA Victor de 1927[9],[10].